# Batería del Carbonero

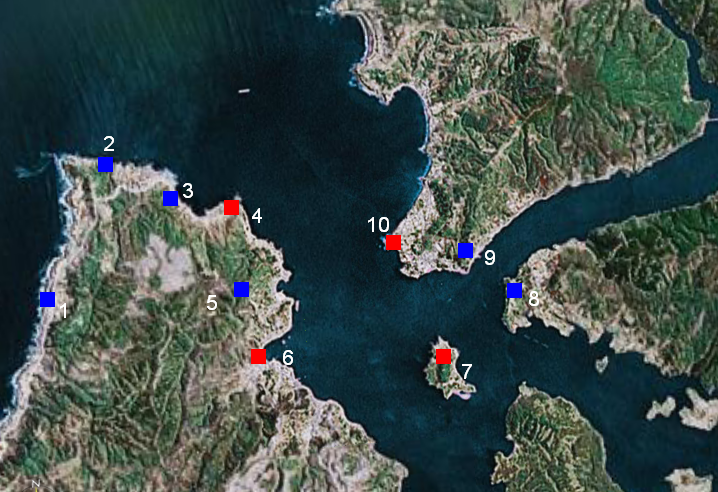
La batería del Carbonero (número 8) dentro del sistema de fuertes de Valdivia.

La batería del Carbonero (también llamada de Carboneros) era una plaza militar que formaba parte del sistema de fuertes de Valdivia, en el sur de Chile. 
Fue construida por los españoles en 1798 en el sector de Carbonero, en la parte noroccidental de la Isla del Rey, cercana a la confluencia de los ríos Tornagaleones y Valdivia. La labor de las faenas de construcción fue ejecutada por presidiarios y relegados venidos desde todos los puntos del Virreinato del Perú, incluso sin tener condena, en su mayoría peruanos y afrodescendientes, quienes quedaban contratados como soldados una vez concluido su castigo. Era una batería baja, resguardada con madera, y poseía dos cañones  de bronce medianos y uno de a 24 puestos a flor del agua, un cuartel con capacidad para 20 hombres y repuesto de pólvora. Por su ubicación, combinaba sus ataques hacia la bahía de Corral en conjunto con la batería del Piojo, apostada en la otra ribera del río Valdivia, al sur del Castillo de Niebla.
Actualmente se encuentra sumergida, sin embargo, se reconoce a sus vestigios como una zona de importancia para la conservación histórica y patrimonial.